# Dasineura harrisoni
Dasineura harrisoni är en tvåvingeart som först beskrevs av Bagnall 1922.  Dasineura harrisoni ingår i släktet Dasineura och familjen gallmyggor. Inga underarter finns listade i Catalogue of Life.